# Deichnadel
Die Deichnadel ist ein Werkzeug, das zur Anlage und Reparatur von Deichen genutzt wird. Es ist ein etwa 60 cm langer Holzstiel mit einer flachen Eisenspitze mit stumpfer Schneide und einem stempelförmigen Kopf.
Zum Schutz vor Erosion werden Deiche mit Grassoden belegt. Um die Soden sicher am Deich zu halten, bevor sie mit dem Untergrund fest verwurzeln, wird der Deich mit Reet bestickt. Dazu wird Reet ausgebreitet und mit quer darüber gelegten und fest in den Erdboden eingedrückten Stroh- oder Reetseilen befestigt. Zum Eindrücken dient die Deichnadel.